# منطقة النمو إندونيسيا بروناي الفلبين ماليزيا شرق آسيان
منطقة النمو إندونيسيا بروناي الفلبين ماليزيا شرق آسيان (بالإنجليزية: Brunei Darussalam-Indonesia-Malaysia-Philippines East ASEAN Growth Area) تم إطلاقها في عام 1994 في مدينة دافاو. تقع المنطقة في واحدة من أكثر المناطق ثراءً بالموارد في العالم في جنوب شرق آسيا وتشمل قلب بورنيو وسولو سولاوسي مارين إيكوريجون.

## خلفية
تم إطلاق منطقة النمو في عام 1994 كمبادرة تعاون من جانب بروناي دار السلام وإندونيسيا وماليزيا والفلبين، وجميعها دول أعضاء في رابطة دول جنوب شرق آسيا (آسيان) الإقليمية. الهدف من إنشاء منطقة النمو هو تسريع التنمية الاقتصادية في «مجالات التركيز» في البلدان الأربعة، على الرغم من أنها بعيدة جغرافيا عن عواصمها الوطنية، إلا أنها في موقع استراتيجي بالقرب من بعضها البعض، في واحدة من أغنى الموارد في العالم المناطق. المبادرة تحركها السوق وتعمل من خلال هيكل تنظيمي لامركزي يضم الحكومات الأربع والقطاع الخاص.
يهدف تعاون منطقة النمو إلى زيادة التجارة والسياحة والاستثمارات داخل وخارج المنطقة دون الإقليمية عن طريق تسهيل حرية حركة الأشخاص والسلع والخدمات، والاستفادة المثلى من البنية التحتية المشتركة والموارد الطبيعية، والاستفادة الكاملة من التكامل الاقتصادي.

## الجغرافيا
تغطي منطقة النمو مساحة قدرها 1.6 مليون كيلومتر مربع ويبلغ إجمالي عدد سكانها 57.5 مليون نسمة. تضم سلطنة بروناي دار السلام بأكملها ومقاطعات كليمنتان وسولاويزي ومالوكو وبابوا الغربية وبابوا في إندونيسيا، ولايتي صباح وساراواك وإقليم لابوان الفيدرالي في ماليزيا، جزيرة مينداناو ومقاطعة بالاوان في الفلبين. يشمل اثنين من أكبر الغابات المطيرة في العالم (في بورنيو وبابوا)، والأنظمة البحرية المتنوعة بيولوجيًا في بحر الصين الجنوبي وبحر سيليبس وبحر سولو.
تتمتع منطقة النمو بتاريخ طويل من المشاركة في الاقتصاد العالمي، وتمتد إلى طريق الحرير وتجارة التوابل بين أوروبا والصين وأجزاء أخرى من آسيا، بالإضافة إلى تجارة جاليون مع الأمريكتين. تقوم منطقة النمو بتزويد أسواق التصدير الخاصة بآسيان وشمال وجنوب آسيا والشرق الأوسط بعد توسيع روابط النقل الجوي والبري والنقل البري بالبضائع، وتطوير الحوافز الاستثمارية.

## القطاعات الرئيسية
- الصناعات الزراعية: وتشمل المنتجات الزراعية الرئيسية جوز الهند وزيت النخيل والماشية والدواجن والفواكه والخضروات الاستوائية عالية القيمة. تركز مناطق النمو على التوسع في الإنتاج والتكامل والمعالجة والتصدير لتزويد الأسواق المتخصصة مثل تجارة الأغذية الحلال.
- مصائد الأسماك: المنطقة دون الإقليمية هي مركز عالمي لإنتاج وتصنيع المنتجات البحرية المهمة، مع التونة والأعشاب البحرية بين صادراتها الرئيسية.
- السياحة: تعد المنطقة دون الإقليمية وجهة سياحية بيئية رائدة. ففيها الغابات المطيرة البكر والشعاب المرجانية الشاسعة، ومتنوعة عرقيا وثقافيا. تشمل الأنشطة السياحية زيارات إلى المواقع الثقافية، فضلاً عن الغوص والغطس والرحلات وتسلق الجبال وصيد الأسماك وغيرها من رياضات المغامرة. يوجد اثنان وعشرون من مواقع التراث العالمي في منطقة النمو: ثمانية في إندونيسيا وخمسة في ماليزيا وتسعة في الفلبين.
- النقل والشحن: ترتبط المنطقة دون الإقليمية عن طريق البحر والجو بمعظم المدن الرئيسية في آسيا. لضمان قدرتها التنافسية فإن المنطقة دون الإقليمية بصدد تطوير مطاراتها وموانئها، وتنفيذ اتفاقات متعددة الأطراف لتسهيل الحركة عبر الحدود.
- الطاقة: موارد الطاقة وفيرة في المنطقة دون الإقليمية. بالإضافة إلى موارد النفط والغاز الطبيعي والفحم، هناك فرص استثمارية في قطاع الطاقة المتجددة، مع الاستفادة من الطاقة الحرارية الأرضية والكتلة الحيوية والطاقة المائية وطاقة الرياح.

## مؤسسات منطقة النمو
تعقد بروني دار السلام وإندونيسيا وماليزيا والفلبين وتيمور اجتماعًا سنويًا لكبار المسؤولين واجتماع للوزراء الذي يعمل كهيئة استشارية رئيسية لتعاون منطقة النمو. تقوم الأمانة الوطنية لكل دولة عضو بتنسيق الأنشطة داخل الدولة ودون الإقليمية.
تم إنشاء مركز للتيسير في عام 2003 للتنسيق بين المنظمات المشاركة في مبادرة منطقة النمو، ودعم تنفيذ الأنشطة المتوافقة مع خارطة طريق تطوير منطقة النمو. تضع مجموعات العمل خطط عمل للقطاعات ذات الأولوية، وتساعد في تنفيذ البرامج والمشاريع الرائدة. تركز مجموعات العمل على: الروابط الجوية، والروابط البحرية، والبناء، والاتصالات وتكنولوجيا المعلومات والاتصالات، والصناعات الزراعية، ومصائد الأسماك، والغابات والبيئة، والطاقة، وتنمية السياحة المشتركة، وتكوين رأس المال والخدمات المالية، وخدمات الجمارك والهجرة والحجر الصحي والأمن. يتم تجميع مجموعات العمل في أربع مجموعات تقوم بتنسيق أنشطتها ودمجها.
يشارك القطاع الخاص في مجموعات العمل من خلال توفير مدخلات لصياغة السياسات، والمساعدة في تحديد أولويات المشاريع، وتنفيذ المشاريع الاقتصادية عبر الحدود. مجلس الأعمال في منطقة النمو هو منظمة شاملة للقطاع الخاص في المنطقة دون الإقليمية ويتمتع بوضع «الدولة الخامسة» في تعاون منطقة النمو.